# Richard Fick
Richard Friedrich Fick (* 7. Februar 1867 in Schwartau; † 18. Dezember 1944 in Göttingen) war ein deutscher Bibliothekar und Indologe.

## Leben
Richard Fick, der Sohn des Kaufmanns Adolf Fick und dessen Gattin Maria, geb. Loewe, studierte nach dem Abitur (1885) in Kiel Indologie, Germanistik, Anglistik und Philosophie. In Kiel wurde er Mitglied der Landsmannschaft Cimbria, der späteren Slesvico-Holsatia (heute im CC), deren Altherrenvorsitzender er später war. Bereits 1886 trat er in den Dienst der Universitätsbibliothek ein. Gefördert von Richard Pischel und Hermann Jakobi erreichte er 1888 seine Promotion. Nach elf Jahren im Dienst der Kieler Universitätsbibliothek wechselte er 1897 an die Königliche Bibliothek zu Berlin, wo er mit dem Titel Bibliothekar ab 1904 die Geschäftsstelle des Preußischen Gesamtkatalogs und ab 1905 als Oberbibliothekar das Auskunftsbüro der Deutschen Bibliotheken leitete. In dieser Zeit brachte er mit Auf Deutschlands hohen Schulen eine illustrierte kulturgeschichtliche Darstellung des Hochschul- und Studentenwesens heraus. In Berlin heiratete er auch 1900 Emma Petow (* 1868); die Ehe blieb kinderlos. Im Ersten Weltkrieg diente Fick als Hauptmann und Bataillonskommandeur im 2. Matrosen-Regiment in Flandern, dessen Geschichte er später veröffentlichte. 1916 wurde er Abteilungsdirektor der Königlichen Bibliothek. Ficks Verdienste in Berlin manifestieren sich im Gesamt-Zeitschriften-Verzeichnis, das unter seiner Federführung entstand und 1914 erschien, sowie im Gesamtkatalog der preußischen Bibliotheken, dessen Manuskript unter ihm weitgehend abgeschlossen wurde.
Von 1921 bis zu seiner Pensionierung 1932 leitete Fick die Universitätsbibliothek Göttingen. Hier wurde er 1923 zum Honorarprofessor ernannt und 1930 in die Bibliothekskommission der Notgemeinschaft der deutschen Wissenschaft aufgenommen. Von 1928 bis 1932 war er Vorsitzender des Vereins Deutscher Bibliothekare.
Fick war Mitglied der DNVP, bevor er 1925 in die NSDAP eintrat (Mitgliedsnummer 2757). Die Parteizugehörigkeit ließ er später wegen einer gleichzeitigen Mitgliedschaft im Stahlhelm ruhen.
Richard Fick ist als Theoretiker und Praktiker der Katalogisierung ebenso bekannt wie als Indologe. Seine bedeutendste Veröffentlichung auf diesem Gebiet ist das 1897 bei F. Haeseler in Kiel erschienene Bändchen Die sociale Gliederung im nordöstlichen Indien zu Buddhas Zeit. Mit besonderer Berücksichtigung der Kastenfrage – vornehmlich auf Grund der Jataka dargestellt, das 1920 von Shishir Kumar Maitra ins Englische übersetzt wurde.

## Schriften (Auswahl)
Verzeichnis sämtlicher Schriften in: Glückwunschadresse für Professor Dr. (Richard) Fick mit dem Verzeichnis seiner Veröffentlichungen, Göttingen: [Univ.-Bibl.] 1937.
- Eine jainistische Bearbeitung der Sagara-Sage, Kiel 1888 (Dissertation, Universität Kiel, 1888) (doi:10.11588/diglit.9542).
- Praktische Grammatik der Sanskrit-Sprache für den Selbstunterricht: mit Übungsbeispielen, Lesestücken und Glossaren, Wien u. a. [1891] (Die Kunst der Polyglottie; 33).
- Die sociale Gliederung im nordöstlichen Indien zu Buddha's Zeit mit besonderer Berücksichtigung der Kastenfrage: vornehmlich auf Grund der Jâtaka dargestellt, Kiel: Haeseler 1897 (urn:nbn:de:bsz:180-digad-12706).
- zusammen mit Hans Baluschek: Auf Deutschlands hohen Schulen: eine illustrierte kulturgeschichtliche Darstellung deutschen Hochschul- und Studentenwesens, Berlin [u. a.]: Thilo 1900.
- Hg.: Lieder des 1. Bataillons 2. Matrosen-Regiments, Berlin: Elsner [1917].
- The social organisation in North-East India: in Buddha's time, Calcutta: Univ. of Calcutta 1920.
- Das Wöchentliche Verzeichnis und seine Nutzbarmachung für die deutschen Bibliotheken. In: Zentralblatt für Bibliothekswesen, Bd. 40 (1923), S. 288–298.
- Ein Bericht Heynes aus der westfälischen Zeit und seine programmatische Bedeutung, Göttingen: Pillai 1924 (Vorarbeiten zur Geschichte der Göttinger Universität und Bibliothek; 1).
- Göttingens kulturelle Bedeutung im 18. Jahrhundert: Katalog der anlässlich der 56. Versammlung Deutscher Philologen und Schulmänner vom 27–30. Sept. 1927 ... veranstalteten Ausstellung, Göttingen: Kaestner 1927.
- Kielhorns Handschriften-Sammlung: Verzeichnis der aus Franz Kielhorns Nachlaß 1908 der Göttinger Universitäts-Bibliothek überwiesenen Sanskrit-Handschriften. In: Nachrichten von der Gesellschaft der Wissenschaften zu Göttingen, Philologisch-Historische Klasse; 1930, Heft 1, S. [65]–94.
- Hg. zusammen mit G. v. Selle: Briefe an Ewald: aus seinem Nachlaß, Göttingen: Vandenhoeck & Ruprecht 1932 (Vorarbeiten zur Geschichte der Göttinger Universität und Bibliothek; 13).
- Die buddhistische Kultur und das Erbe Alexanders des Grossen, Leipzig: Hinrichs 1933 (Morgenland; 25).
- Die nationale Revolution und die Bibliotheken. In: Minerva-Zeitschrift, Jg. 9, Heft 3/4, März/April 1933, S. 33–40.
- Das 2. Matrosen-Regiment 1914–1918 in Flandern : nach den amtlichen Kriegstagebüchern und nach Aufzeichnungen und Briefen von Mitkämpfern, Lübeck: Schmidt-Römhild 1936.
- Der Ankauf der Celler Kirchenministerialbibliothek durch den Preussischen Staat. In: Festschrift Georg Leyh. Harrassowitz, Leipzig 1937, S. 149–158.
- Steffenhagen und Harnack: eine bibliotheksgeschichtliche Parallele, Göttingen: Häntzschel 1940 (Hainbergschriften; 8) (Digitalisat).